# Impatiens purpureoviolacea
Impatiens purpureoviolacea là một loài thực vật có hoa trong họ Bóng nước. Loài này được Gilg mô tả khoa học đầu tiên năm 1909.